# مضاعف تناظرى
في الإلكترونيات، المضاعف التناظري هو جهاز يأخذ إشارتين تناظريتين وينتج ناتجًا هو منتجهم. يمكن استخدام هذه الدوائر لتنفيذ الوظائف ذات الصلة مثل المربعات (تطبيق نفس الإشارة على كل من المدخلات)، والجذور التربيعية. يمكن استدعاء المضاعف التناظري الإلكتروني بعدة أسماء، اعتمادًا على الوظيفة المستخدمة في الخدمة (انظر التطبيقات المضاعفة التناظرية).

## مضخم التحكم في الجهد مقابل المضاعف التناظري
إذا تم الاحتفاظ بإدخال واحد من المضاعف التناظري بجهد ثابت، فسيتم قياس إشارة عند الإدخال الثاني بما يتناسب مع المستوى الموجود على الإدخال الثابت. في هذه الحالة، يمكن اعتبار المضاعف التناظري مضخمًا يتم التحكم فيه بالجهد. التطبيقات الواضحة ستكون للتحكم الإلكتروني في مستوى الصوت والتحكم التلقائي في الكسب (AGC). على الرغم من استخدام المضاعفات التناظرية غالبًا لمثل هذه التطبيقات، إلا أن مكبرات الصوت التي يتم التحكم فيها بالجهد ليست بالضرورة مضاعفات تناظرية حقيقية. على سبيل المثال، قد تحتوي الدائرة المتكاملة المصممة لاستخدامها كعنصر تحكم في مستوى الصوت على إدخال إشارة مصمم لـ 1 Vp-p، ومدخل تحكم مصمم لـ 0-5 الخامس العاصمة ؛ أي أن المدخلين غير متماثلين وسيكون لمدخل التحكم عرض نطاق ترددي محدود.
على النقيض من ذلك، في ما يعتبر عمومًا مضاعفًا تناظريًا حقيقيًا، يكون لمدخلات الإشارة خصائص متطابقة. التطبيقات الخاصة بالمضاعف التناظري الحقيقي هي تلك التي يكون فيها كلا المدخلين إشارات، على سبيل المثال في خلاط التردد أو الدائرة التناظرية لتنفيذ تحويل فورييه المنفصل. نظرًا للدقة المطلوبة للجهاز ليكون دقيقًا وخطيًا على نطاق الإدخال، يكون المضاعف التناظري الحقيقي عمومًا جزءًا أكثر تكلفة من مكبر للصوت يتم التحكم فيه بالجهد. المضاعف رباعي الأرباع هو المضاعف الذي قد تتأرجح فيه المدخلات والمخرجات إيجابيًا وسلبيًا. تعمل العديد من المضاعفات فقط في ربعين (قد يكون لمدخل واحد قطبية واحدة فقط)، أو رباعي واحد (المدخلات والمخرجات لها قطبية واحدة فقط، وعادة ما تكون جميعها موجبة).

## أجهزة مضاعفة التناظرية
يمكن تحقيق الضرب التناظري باستخدام تأثير القاعة.
خلية جيلبرت عبارة عن دائرة تيار ناتجها هو مضاعفة رباعي لمدخلتيها التفاضلية.
تم دمج المضاعفات التناظرية للدوائر المتكاملة في العديد من التطبيقات، مثل محول RMS الحقيقي، ولكن يتوفر عدد من وحدات بناء المضاعفات التناظرية للأغراض العامة مثل الجهاز المعروف باسم Linear Four Quadrant Multiplier. عادةً ما تشتمل الأجهزة ذات الأغراض العامة على مخففات أو مضخمات على المدخلات أو المخرجات للسماح بتوسيع نطاق الإشارة ضمن حدود الجهد الكهربائي للدائرة.
على الرغم من أن دارات المضاعف التناظرية تشبه إلى حد بعيد مضخمات التشغيل، إلا أنها أكثر عرضة للضوضاء والمشاكل المتعلقة بالجهد الكهربائي حيث قد تتضاعف هذه الأخطاء. عند التعامل مع الإشارات عالية التردد، قد تكون المشكلات المتعلقة بالطور معقدة للغاية. لهذا السبب، يعد تصنيع المضاعفات التناظرية واسعة النطاق للأغراض العامة أكثر صعوبة من مضخمات التشغيل العادية، ويتم إنتاج هذه الأجهزة عادةً باستخدام تقنيات متخصصة وتشذيب بالليزر، مثل تلك المستخدمة في مكبرات الصوت عالية الأداء مثل مضخمات الأجهزة. هذا يعني أن لها تكلفة عالية نسبيًا ولذا فهي تستخدم عمومًا فقط للدوائر التي لا غنى عنها فيها.
بعض المضاعفات التناظريّة المتوفرة بشكل شائع في السوق هي MPY634 من تكساس إنسترومنتس وAD534 وAD632 وAD734 وHA-2556 من شركة إنترسيل والعديد من الشركات المصنعة الأخرى للمضاعفات التناظريّة على اختلاف أشكالها أنواعها.

## التناظرية مقابل المفاضلة الرقمية في الضرب
في معظم الحالات، يمكن أداء الوظائف التي يؤديها المضاعف التناظري بشكل أفضل وبتكلفة أقل باستخدام تقنيات معالجة الإشارات الرقمية. عند الترددات المنخفضة، يكون الحل الرقمي أرخص وأكثر فعالية ويسمح بتعديل وظيفة الدائرة في البرامج الثابتة. مع ارتفاع الترددات، تزداد تكلفة تنفيذ الحلول الرقمية بشكل حاد أكثر من الحلول التناظرية. مع تقدم التكنولوجيا الرقمية، يميل استخدام المضاعفات التناظرية إلى التهميش أكثر من أي وقت مضى تجاه الدوائر عالية التردد أو التطبيقات المتخصصة للغاية.
بالإضافة إلى ذلك، من المقرر الآن أن يتم رقمنة معظم الإشارات عاجلاً أم آجلاً في مسار الإشارة، وإذا كان ذلك ممكنًا، تميل الوظائف التي تتطلب مضاعفًا إلى الانتقال إلى الجانب الرقمي. على سبيل المثال، في أجهزة القياس الرقمية المتعددة المبكرة، تم توفير وظائف آر إم سي الحقيقية بواسطة دوائر مضاعف تناظرية خارجية. في الوقت الحاضر (باستثناء القياسات عالية التردد)، فإن الاتجاه هو زيادة معدل أخذ العينات من محول تناظري رقمي من أجل رقمنة إشارة الإدخال للسماح آر إم سي ومجموعة كاملة من الوظائف الأخرى ليتم تنفيذها بواسطة معالج رقمي. ومع ذلك، فإن التحويل الرقمي للإشارة بشكل أعمى في وقت مبكر من مسار الإشارة قدر الإمكان يكلف كميات غير معقولة من الطاقة بسبب الحاجة إلى آي سي دي سي عالية السرعة. يتضمن الحل الأكثر فاعلية معالجة مسبقة تمثيلية لتكييف الإشارة وتقليل عرض النطاق الترددي الخاص بها بحيث يتم إنفاق الطاقة لرقمنة النطاق الترددي الذي يحتوي على معلومات مفيدة فقط.
بالإضافة إلى ذلك، تسمح المقاومات التي يتم التحكم فيها رقميًا للمتحكمات الدقيقة بتنفيذ العديد من الوظائف مثل التحكم في النغمة وآي جي سي دون الحاجة إلى معالجة الإشارة الرقمية مباشرة.

## تطبيقات المضاعف التناظرية
- مكبر متغير الكسب
- المغير الدائري
- كاشف المنتج
- مازج الترددات
- كمبيوتر تمثيلي
- معالجة الإشارات التناظرية
- السيطرة التلقائية
- صحيح محول آر إم سي
- المرشحات التناظرية (خاصة المرشحات التي يتم التحكم فيها بالجهد)
- تضمين مطال النبضة